# Medasina scotosiaria
Medasina scotosiaria là một loài bướm đêm trong họ Geometridae.